# Paralobopoma sjostedti
Paralobopoma sjostedti är en insektsart som beskrevs av Willy Adolf Theodor Ramme 1931. Paralobopoma sjostedti ingår i släktet Paralobopoma och familjen gräshoppor. Inga underarter finns listade i Catalogue of Life.